# Emanuil Poniridis
Emanuil Poniridis, gr. Εμμανουήλ Πονηρίδης (ur. 11 maja 1914 w Kairze, zm. ?) – grecki polityk, prawnik i menedżer, działacz emigracyjny, od 1981 do 1983 poseł do Parlamentu Europejskiego I kadencji, ambasador Grecji w Szwecji.

## Życiorys
Ukończył prawo na Uniwersytecie Narodowym im. Kapodistriasa w Atenach, kształcił się też w zakresie prawa i politologii na Uniwersytecie Paryskim. Podjął praktykę jako adwokat. Służył jako żołnierz w wojnie grecko-włoskiej, następnie działał w ruchu oporu. Od 1952 pracował w Szwecji jako menedżer i konsultant prawny w przedsiębiorstwach. Zaangażował się w sprzeciw wobec junty czarnych pułkowników, został szefem sprzeciwiającego się im komitetu, a następnie sekretarzem generalnym Panhelleńskiego Ruchu Wyzwolenia (z siedzibą w Sztokholmie). Zajmował też stanowisko szefa szwedzkiej rady pomocy uchodźcom politycznym oraz prezydenta centrum studiów śródziemnomorskich
Zaangażował się w działalność polityczną w ramach Ogólnogreckiego Ruchu Socjalistycznego, w ramach partii należał do komitetu ds. stosunków międzynarodowych. W 1981 kandydował do Parlamentu Europejskiego, mandat uzyskał 24 listopada tegoż roku w miejsce Dimitriosa Kulurianosa. Przystąpił do Partii Socjalistów. Został wiceprzewodniczącym Komisji ds. Regulaminu i Petycji (1982–1983), należał też m.in. do Komisji ds. Kwestii Prawnych. Z zasiadania w PE zrezygnował 3 czerwca 1983, następnie do 1989 pełnił funkcję ambasadora Grecji w Szwecji.